# Buziaș
Buziaș (en húngaro: Buziásfürdő) es una ciudad con estatus de oraș de Rumania en el distrito de Timiș.

## Geografía
Se encuentra a una altitud de 125 m s. n. m. a 527 km de la capital, Bucarest.

## Demografía
Según estimación 2012 contaba con una población de 8 047 habitantes.
| 1948 | 1956  | 1966  | 1977  | 1992  | 2002  | 2012  |
| s/d  | 5 140 | 5 554 | 7 976 | 8 041 | 7 772 | 8 047 |